# Hialeah Gardens
Hialeah Gardens è un comune degli Stati Uniti d'America situato nella parte settentrionale della Contea di Miami-Dade dello Stato della Florida.
Secondo le stime del 2011, la città ha una popolazione di 22.257 abitanti su una superficie di 6,50 km².